# Fiat Talento
Fiat Talento — фургони, які виготовляє італійська компанія Fiat з 1989 року по 2021 рік.

## Fiat Talento I (1989-1994)

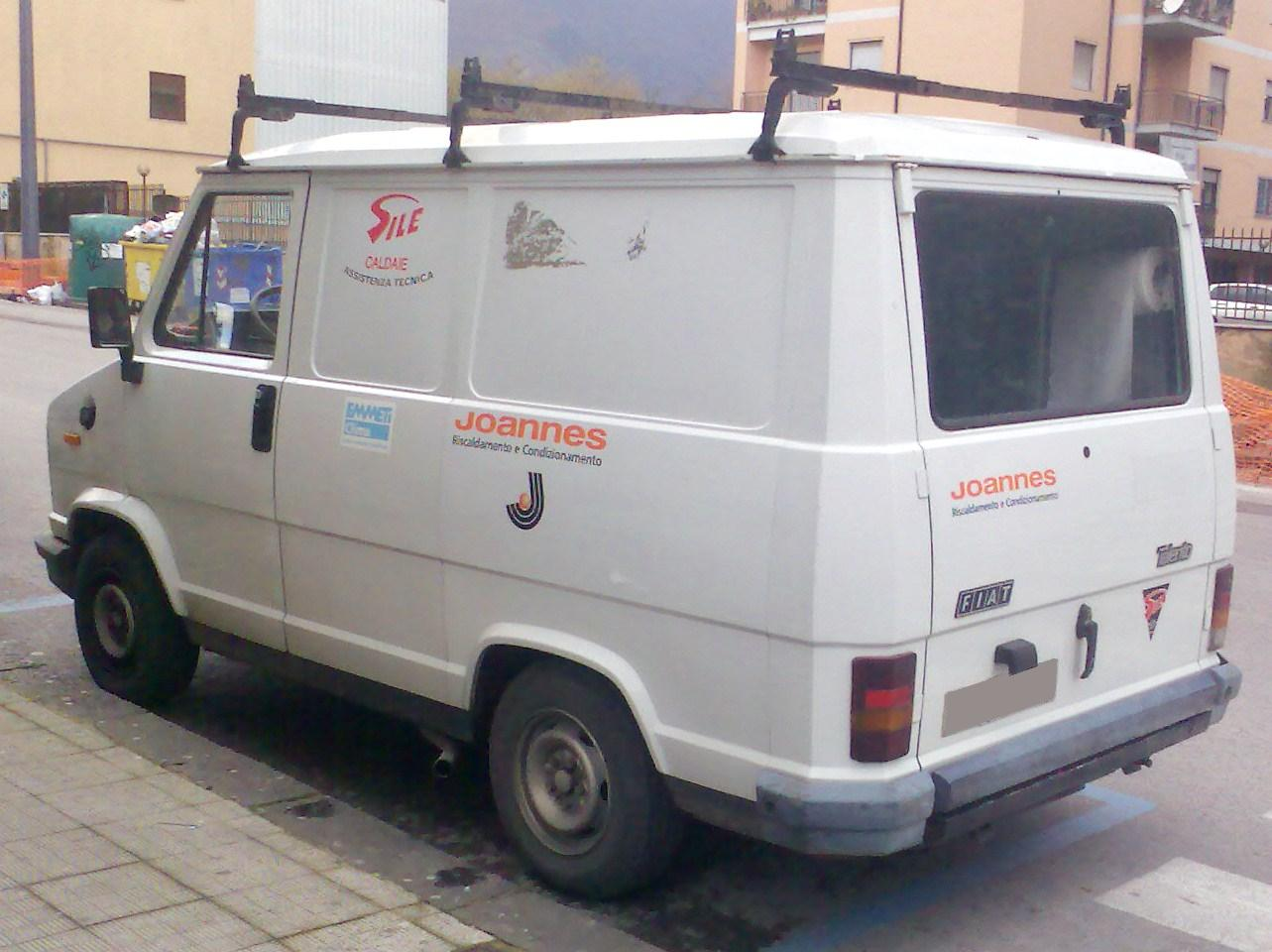
Fiat Talento I Тип 280 (1989-1990)

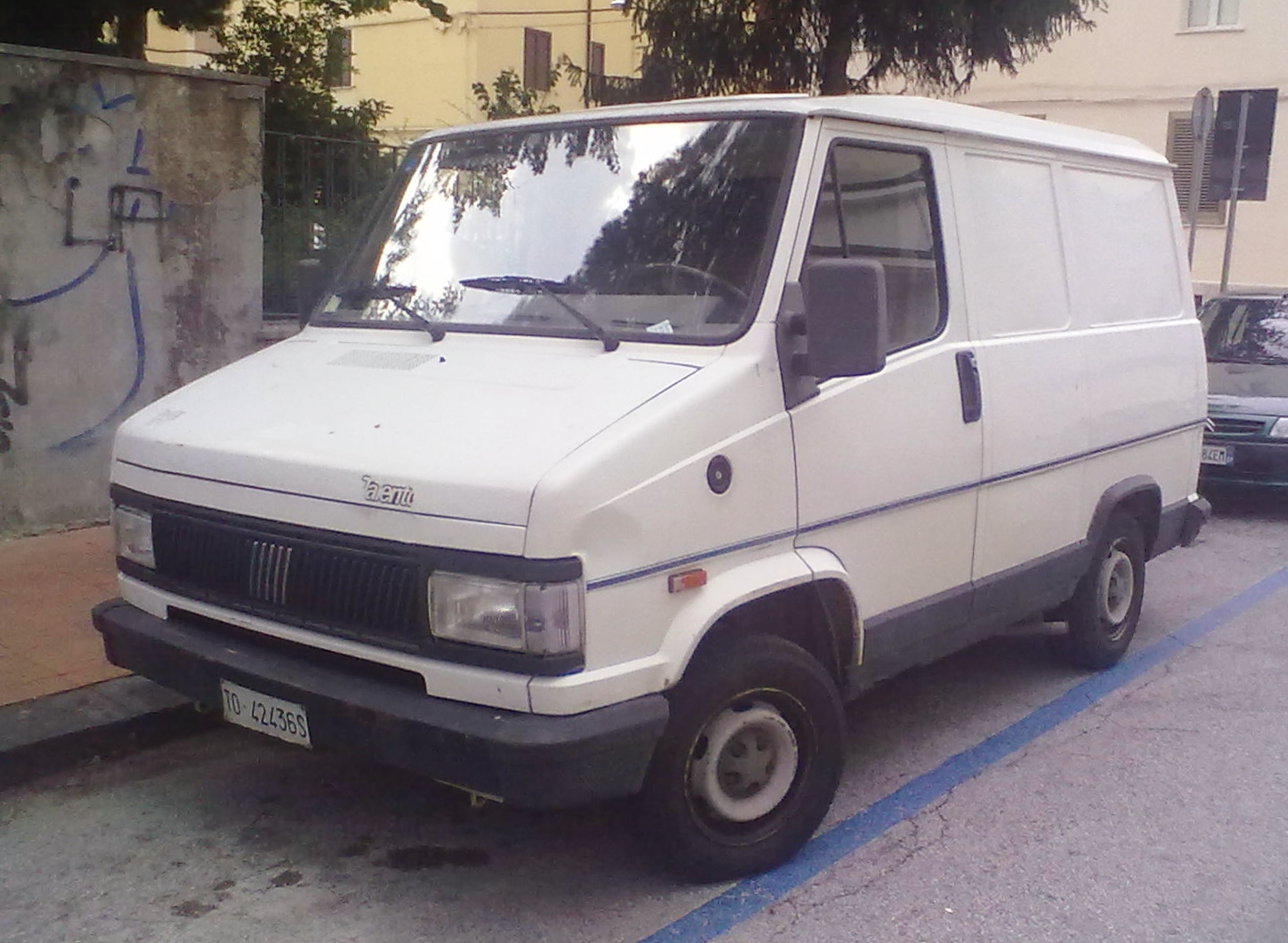
Fiat Talento I Тип 290 (1990-1994)

Перше покоління Fiat Talento (тип 280) було представлено в 1989 році. Автомобіль є вкороченим варіантом моделі Fiat Ducato і виготовлявся на заводі «Sevel Sud» в Італії.
Для Fiat Ducato першого покоління було запропоновано шість варіантів двигунів: три бензинових і три дизельних силових агрегату. У список бензинових двигунів входили: 4-циліндровий бензиновий двигун об'ємом 2 літра потужністю 75 к.с. і дизельний об'ємом 1.9 літра і потужністю 69 к.с.
У 1990 році провели істотну модернізацію зовнішності Fiat Talento (автомобіль отримав позначення тип 290), що виразилося в зміні оформлення передньої частини кузова, нової панелі приладів та інших підрульових перемикачах і важелях. Виробництво моделі тривало по 1994 рік. 

### Двигуни
| Модель     | Об'єм см³  | Потужність                      | Крутний момент        | Виробник   | Код двигуна |
| Бензиновий | Бензиновий | Бензиновий                      | Бензиновий            | Бензиновий | Бензиновий  |
| ---------- | ---------- | ------------------------------- | --------------------- | ---------- | ----------- |
| 2000       | 1971       | 75 к.с. (55 кВт) при 5000 об/хв | 147 Ни при 2500 об/хв | PSA        | 170B        |
| Дизельний  |            |                                 |                       |            |             |
| 1929 D     | 1929       | 69 к.с. (51 кВт) при 4600 об/хв | 120 Нм при 2500 об/хв | Fiat       | 149B1000    |

## Fiat Talento II (2016-2021)

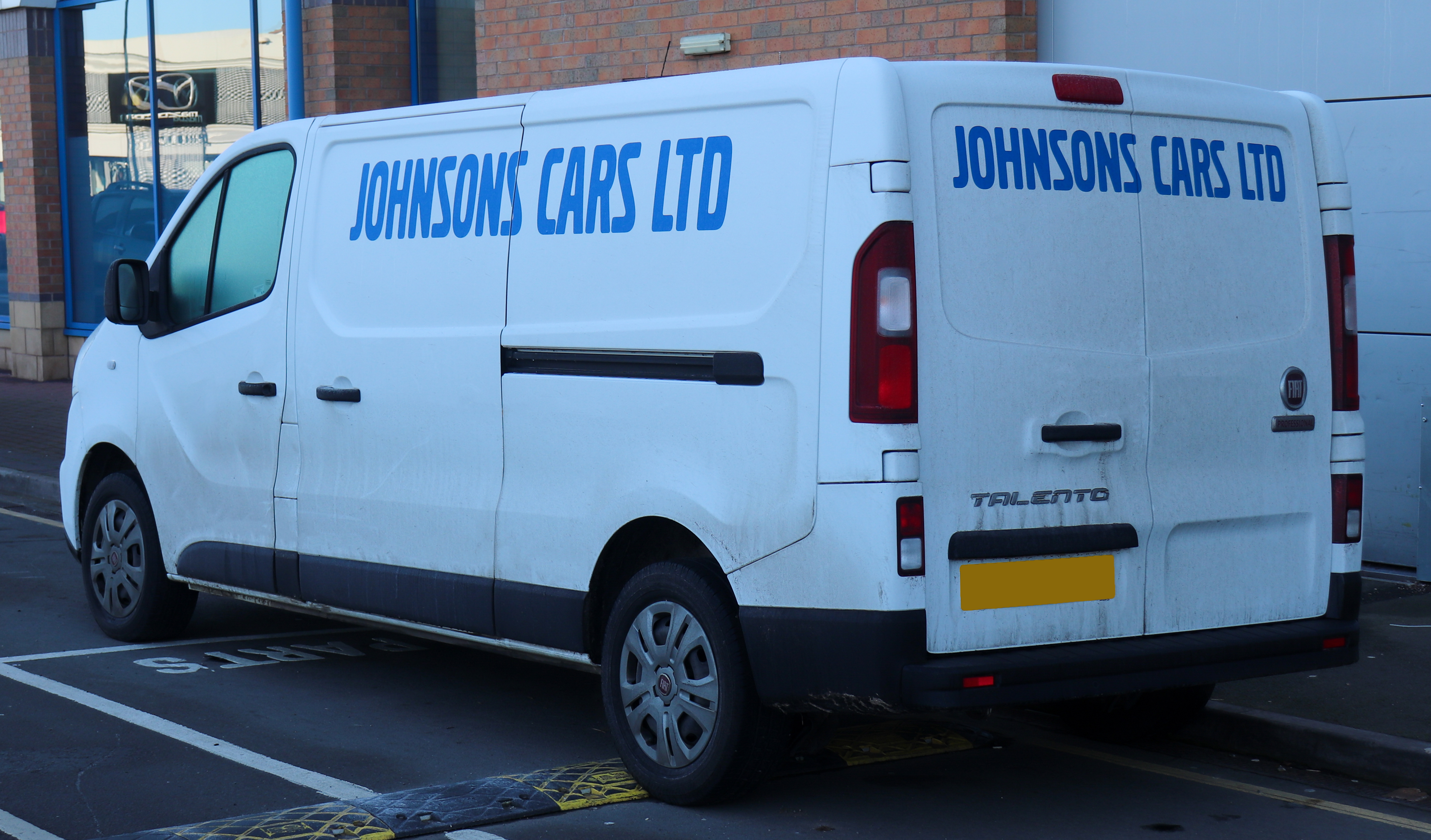
Fiat Talento II

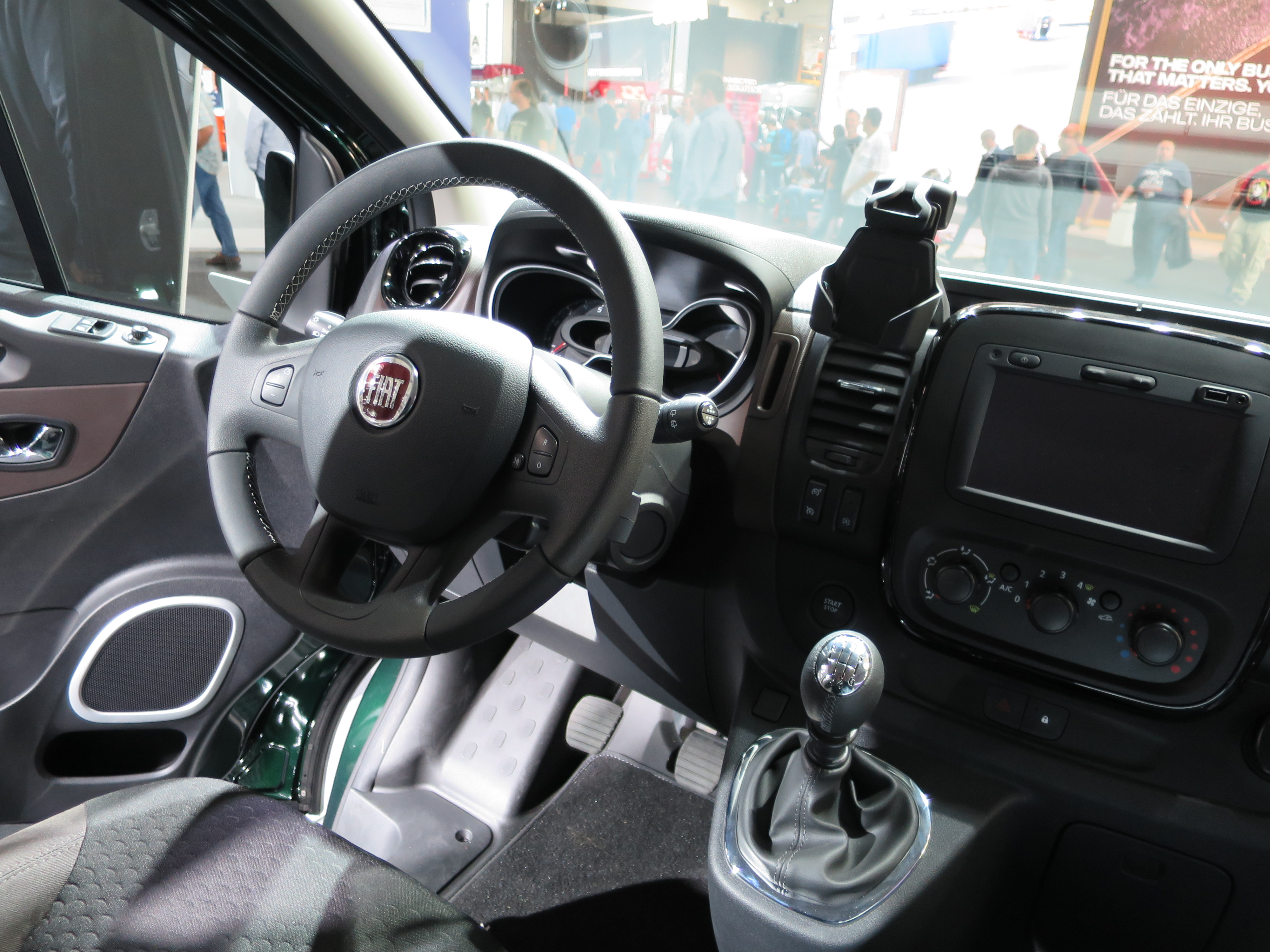
Салон

У другій половині 2016 року на ринок вийшов Fiat Talento другого покоління, що замінив Fiat Scudo II. Автомобіль виготовлявся на базі Renault Trafic III і комплектувався дизельним двигуном 1.6 CDTI.
Talento другого покоління доступний в двох варіантах довжини кузова та висоти даху при загальній вантажомісткості у 5.2 м3 та 8.6 м3 та максимальній вантажопідйомності до 1.269 кг.
В залежності від комплектації, фургон оснащується круїз-контролем, обмежувачем швидкості, камерою заднього виду, помічником при парковці, системою примусового гальмування, трекшн-контролем, системою стабілізації і багатьом іншим.

### Двигуни
| Модель             | Об'єм    | Потужність                       | Крутний момент      | Комбінована витрата пального (л/100 км) |
| ------------------ | -------- | -------------------------------- | ------------------- | --------------------------------------- |
| 1.6 (CDTI)         | 1598 см³ | 66 kW (90 к.с.) при 3500 об/хв   | 260 Нм / 1500 об/хв | 6,5 ("ECOFLEX" 6,11)                    |
| 1.6 (CDTI)         | 1598 см³ | 85 kW (115 к.с.) при 3500 об/хв  | 300 Нм / 1750 об/хв | 6,5                                     |
| 1.6 (CDTI) BITURBO | 1598 см³ | 88 kW (120 к.с.) при 3500 об/хв  | 320 Нм / 1500 об/хв | 5,91                                    |
| 1.6 (CDTI) BITURBO | 1598 см³ | 103 kW (140 к.с.) при 3500 об/хв | 340 Нм / 1750 об/хв | 6,5 (6,11)                              |

### Версії кузова
| Кузов        | Версія | Колісна база (мм) | довжина (мм) | Висота (мм) | Вага (кг) 1 | Повна маса (кг)1 |
| ------------ | ------ | ----------------- | ------------ | ----------- | ----------- | ---------------- |
| Kastenwagen  | L1H1   | 3098              | 4998         | 1971        | 1661–1683   | 2740 - 2760      |
| Kastenwagen  | L1H2   | 3098              | 4998         | ~2500       | 1661–1683   | 2920             |
| Kastenwagen  | L2H1   | 3498              | 5398         | 1971        | 1691–1736   | 2960 - 3010      |
| Kastenwagen  | L2H2   | 3498              | 5398         | ~2500       | 1691–1736   | 2900             |
| Doppelkabine | L1H1   | 3098              | 4998         | 1971        | 1805–1823   | 2740 - 2920      |
| Doppelkabine | L2H1   | 3498              | 5498         | 1971        | 1860–1879   | 2920 - 2948      |
| Combi        | L1H1   | 3098              | 4998         | 1971        | 1665-1685   | 2740 - 2960      |
| Combi        | L2H1   | 3498              | 5398         | 1971        | 1690-1740   | 2845 - 2895      |